# Carpe diem
aetas: carpe diem, quam minimum credula postero.»
(Orazio)

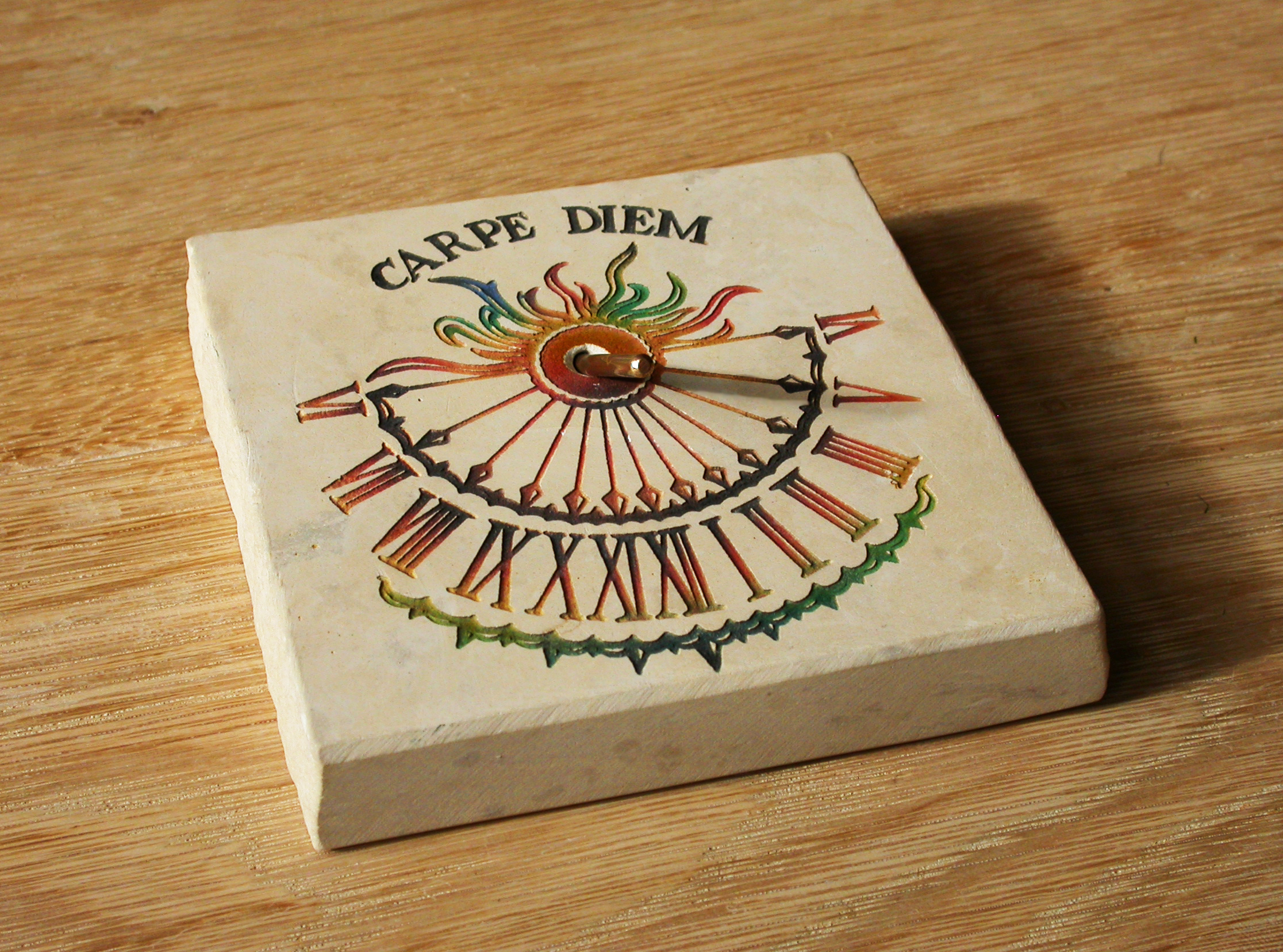
Una meridiana con l'iscrizione Carpe diem

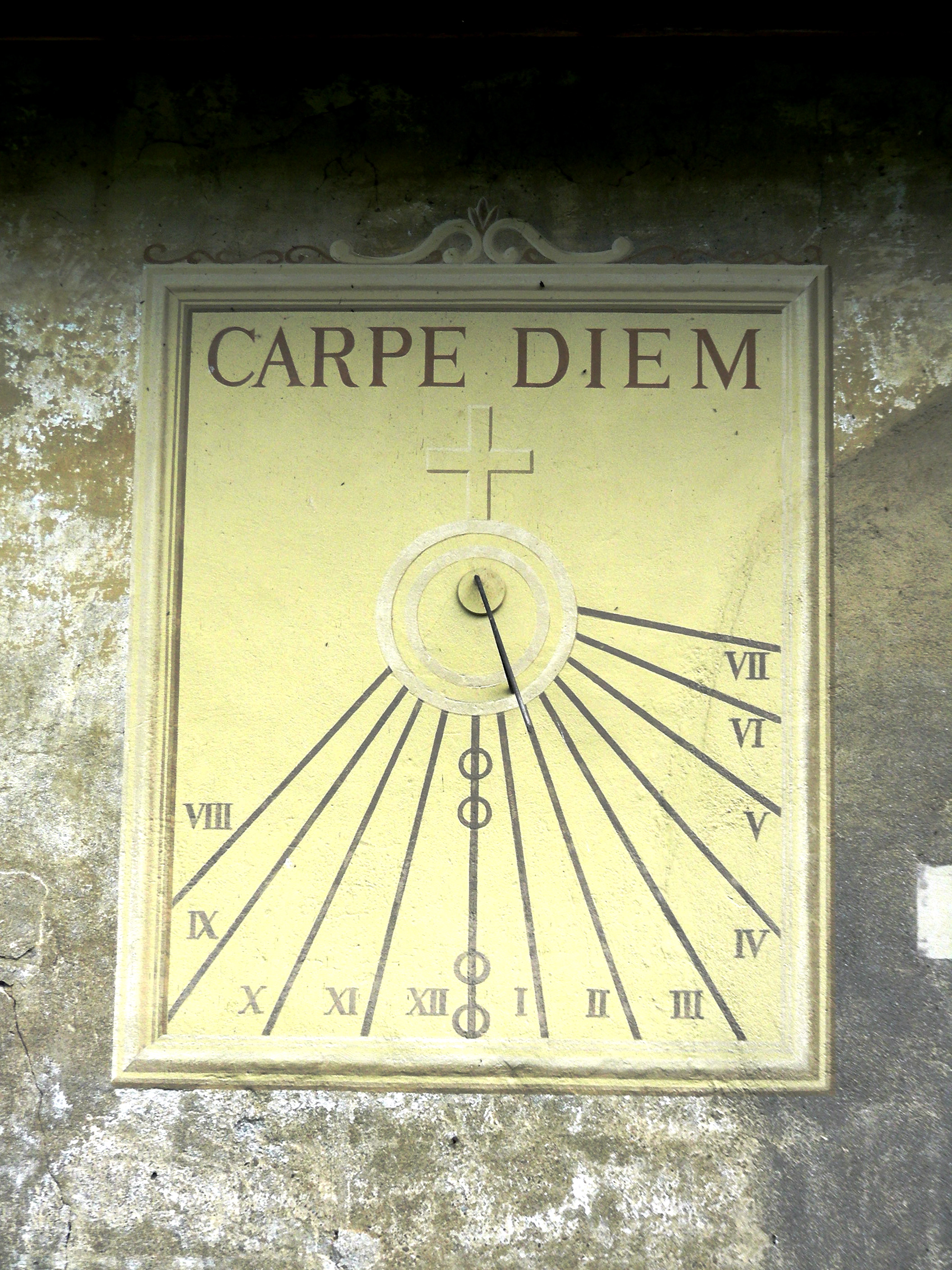
Una meridiana francese con l'iscrizione Carpe diem

Carpe diem è una locuzione latina tratta dall'Ode del carpe diem, dalle Odi del poeta latino Orazio (Odi 1, 11, 8), traducibile in "afferra il giorno", ma spesso resa con "cogli l'attimo", traduzione non letterale ma ugualmente efficace a trasmettere il concetto che le parole latine volevano esprimere. Viene di norma citata in questa forma abbreviata, anche se sarebbe opportuno completarla con il seguito del verso oraziano: "quam minimum credula postero" ("confidando nel / affidandoti il meno possibile al domani"). È un invito a godere ogni giorno dei beni offerti dalla vita, dato che il futuro non è prevedibile, da intendersi non come invito alla ricerca del piacere, ma ad apprezzare ciò che si ha. Si tratta non solo di una delle più celebri poesie della latinità, ma anche di una delle filosofie di vita più influenti della storia, nonché di una delle più fraintese, nella quale Orazio fece confluire la sua potenza lirica. Il breve componimento, l’undicesimo del primo libro delle Odi, si presenta come un profondo avvertimento del poeta al lettore, qui la fanciulla Leuconoe, sulla natura della vita secondo i precetti della morale epicurea e della teoria del piacere.

## Traduzione
Carpe in latino è la seconda persona singolare dell'imperativo carpo ("io colgo"), da intendersi in senso esortativo, mentre diem è l'accusativo singolare del sostantivo dies, che significa "giorno".
Carpo letteralmente significa "io colgo", ma in questo caso è, citando Alfonso Traina, "un verbo tecnico, alla frontiera tra i due campi semantici di prendere e cogliere, che indica un processo traumatico, un prendere a spizzico con un movimento lacerante e progressivo che va dal tutto alle parti", pertanto le numerose traduzioni possibili includono "cogli il giorno", traduzione letterale, "goditi il presente" o "vivi questo giorno".

## Significato
La «filosofia» oraziana del carpe diem si fonda sulla considerazione che all'uomo non è dato di conoscere il futuro, né tantomeno di determinarlo. Solo sul presente l'uomo può intervenire e solo sul presente, quindi, devono concentrarsi le sue azioni, che, in ogni sua manifestazione, deve sempre cercare di cogliere le occasioni, le opportunità, le gioie che si presentano oggi, senza alcun condizionamento derivante da ipotetiche speranze o ansiosi timori per il futuro.
Si tratta di una «filosofia» che pone in primo piano la libertà dell'uomo nel gestire la propria vita e invita a essere responsabili del proprio tempo, perché, come dice il poeta stesso nel verso precedente, "Dum loquimur, fugerit invida aetas" ("Mentre parliamo, sarà fuggito avido il tempo"), ed è inutile sprecare la vita cercando di conoscere il futuro. L'esistenza è vista come limitata e precaria, che può essere bruscamente interrotta da qualsiasi accidente e perciò dev'essere vissuta cercando l'assenza di dolore per non pensare alla fine inevitabile. Il carpe diem è una "callida iunctura", ossia la singolare giustapposizione di due termini, tecnica tipicamente oraziana.
Orazio volle infondere una serena dignità all'uomo che dia valore alla propria esistenza sfidando l'usura del tempo e il suo status effimero.
Il "carpe diem" è ispirato alla concezione epicurea di felicità come assenza di dolore ed esprime l'angosciosa imprevedibilità del futuro, la gioia dignitosa della vita e la rassegnazione nell'accettare la morte, che il poeta cerca di esorcizzare con l'invito a vivere il presente per non pensare al momento inevitabile del trapasso. È l'espressione di un valore che spesso nelle odi oraziane si confonde con l'ammirata esplorazione lirica del paesaggio, talvolta meraviglioso e sublime, talvolta a tinte cupe e fosche: riflesso perenne di un'esistenza complessa, di un reticolo fittissimo di esperienze ed emozioni che è lecito vivere intensamente prima della morte.
Inoltre, non si può capire il "carpe diem" senza il suo continuo "quam minimum credula postero", il meno possibile speranzosa (al femminile perché Orazio parla nella lirica a Leuconoe) in quello successivo. Un giorno può anche parere sfortunato o luttuoso, ma Orazio ci sprona ad accettarlo per quello che è, poiché non è mai detto che il prossimo sia migliore.

## Ilcarpe diemnella cultura di massa
Il tema del carpe diem è stato riproposto nel film di Peter Weir L'attimo fuggente (1989) e nel cortometraggio di Adam Elliot Harvie Krumpet (2003).